# Многочлен Кауфмана
Многочлен Кауфмана — многочлен узла от двух переменных, предложенный Луисом Кауфманом (англ. Louis Kauffman). Первоначально был определён на диаграмме зацеплений как:
{\displaystyle F(K)(a,z)=a^{-w(K)}L(K)},
где {\displaystyle w(K)} — закрученность диаграммы зацепления и {\displaystyle L(K)} — многочлен, определённый на диаграмме зацепления со следующими свойствами:
- {\displaystyle L(O)=1} ({\displaystyle O} — тривиальный узел);
- {\displaystyle L(s_{r})=aL(s),\qquad L(s_{\ell })=a^{-1}L(s)};
- {\displaystyle L} не меняется при применении движений Рейдемейстера типа II и III.

Здесь {\displaystyle s} — нить, а {\displaystyle s_{r}} (соответственно, {\displaystyle s_{\ell }}) — та же нить с добавлением правого (соответственно, левого) витка (используя движение Рейдемейстера типа I).
Кроме того, {\displaystyle L} должно удовлетворять скейн-соотношению Кауфмана:
Рисунки представляют многочлен {\displaystyle L} диаграмм, которые различны внутри окружности, как показано, но идентичны вовне[уточнить].
Кауфман показал, что {\displaystyle L} существует и является регулярно-изотопическим инвариантом неориентированных зацеплений, откуда следует, что {\displaystyle F} является объемлюще-изотопическим инвариантом ориентированных зацеплений.
Многочлен Джонса — специальный вид многочлена Кауфмана, когда {\displaystyle L} сужается до скобок Кауфмана. Многочлен Кауфмана связан с калибровочной теорией Черна — Саймонса для {\displaystyle \mathrm {SO} (N)} так же, как многочлен HOMFLY связан с калибровочной теорией Черна — Саймонса для {\displaystyle \mathrm {SU} (N)}.